# NGC 4048
NGC 4048 ist eine Balken-Spiralgalaxie vom Hubble-Typ SBd pec mit ausgedehnten Sternentstehungsgebieten im Sternbild Coma Berenices am Nordsternhimmel. Sie ist schätzungsweise 211 Millionen Lichtjahre von der Milchstraße entfernt und hat einen Durchmesser von etwa 40.000 Lichtjahren. Gemeinsam mit SDSS J120252.32+180030.0 und PGC 1547969 bildet sie ein optisches Galaxientrio.

Im selben Himmelsareal befinden sich u. a. die Galaxien NGC 4040, NGC 4049, NGC 4064. 
Das Objekt wurde am 23. März 1827 von dem Astronomen John Herschel entdeckt.